# Palazzo Corsini ai Tintori
Palazzo Corsini ai Tintori è un edificio di Firenze, situato in corso Tintori 6.

## Storia e descrizione
L'edificio fu eretto per il principe Tommaso Corsini nel 1867 su progetto dell'architetto Vincenzo Micheli, sfruttando un'area già segnata da alcune case e orti di proprietà della famiglia e, come documenta la carta del Buonsignori, dalla chiesa di Sant'Onofrio, protettore di quei tintori che si concentravano in questa strada con i loro opifici. Questi possedimenti confinavano col palazzo poi detto Antinori Corsini.
Fin dall'inizio il grande palazzo fu destinato ad essere affittato in modo da rispondere alla necessità di nuove abitazioni di pregio in città, resasi pressante a seguito della crescita demografica legata agli anni di Firenze Capitale (1865-1871). La facciata si sviluppa per cinque piani organizzati su nove assi, ed è interamente decorata a graffito in stile neocinquecentesco, con ovali arricchiti da figure femminili, grifi, bambini che giocano, alternando motivi propri della cultura figurativa di pieno Ottocento (si vedano appunto i fanciullini nudi intenti al gioco) con elementi che rimandano a modelli antichi. 
Sul portone è un grande scudo con l'arme dei Corsini (d'argento, a tre bande di rosso, e alla fascia attraversante d'azzurro). L'edificio è stato interessato dal restauro del fronte tra il 2008 e il 2009, con conseguente pulitura e consolidamento delle porzioni graffite: pur nell'evidenza dei buoni risultati complessivi appaiono tuttavia evidenti lacune nelle porzioni graffite.